# 宮崎牛

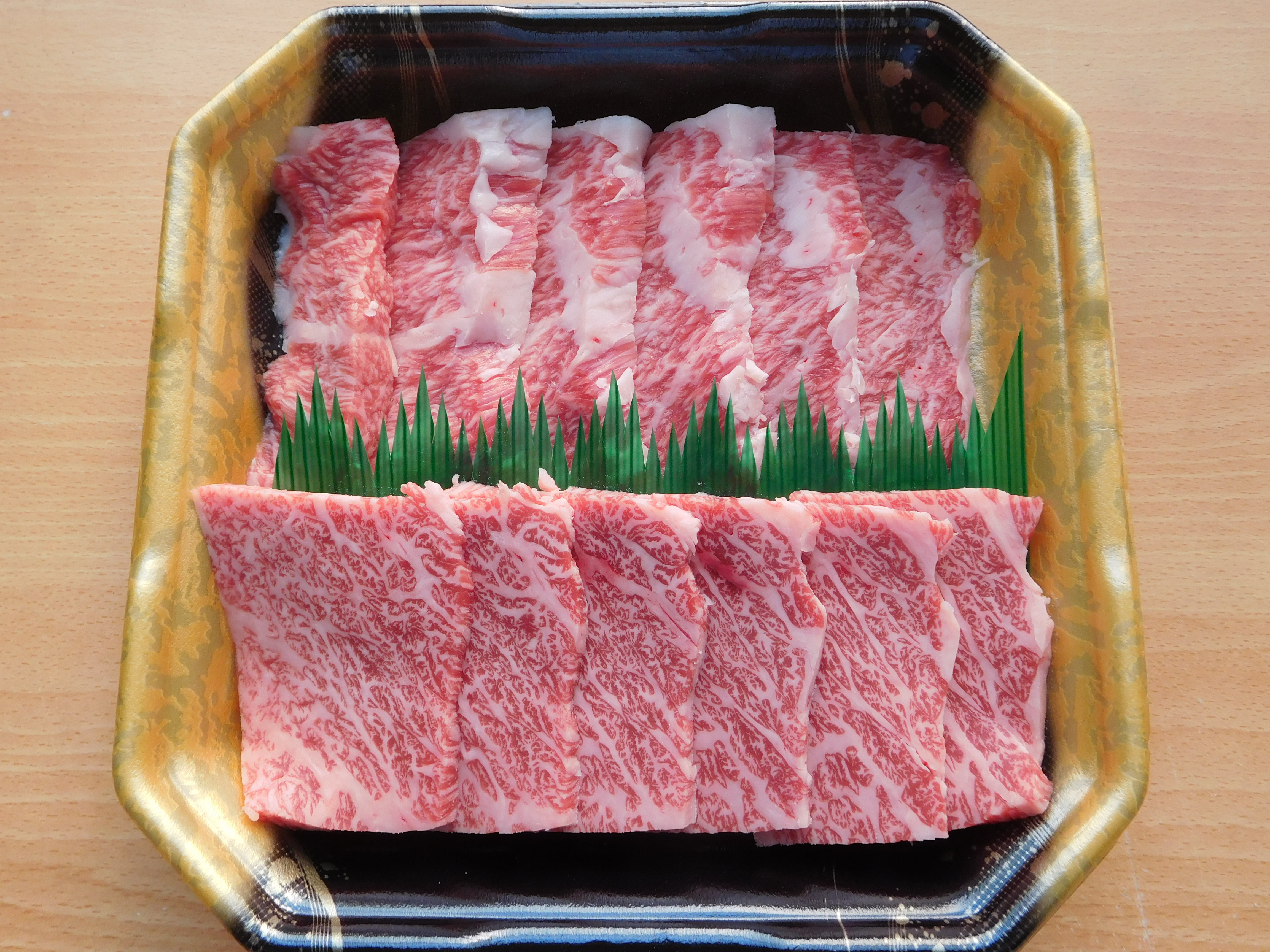
宮崎牛カルビ焼き肉用。個体識別番号情報によると、西都市生まれ新富町育ちである。

宮崎牛（みやざきうし、みやざきぎゅう）とは、宮崎県内で生産肥育された黒毛和種の和牛のうち、日本食肉格付協会の格付けにおいて肉質等級4等級以上の牛肉のことである。地域ブランドの1つであり、地域団体商標に登録済みである。

## 概要

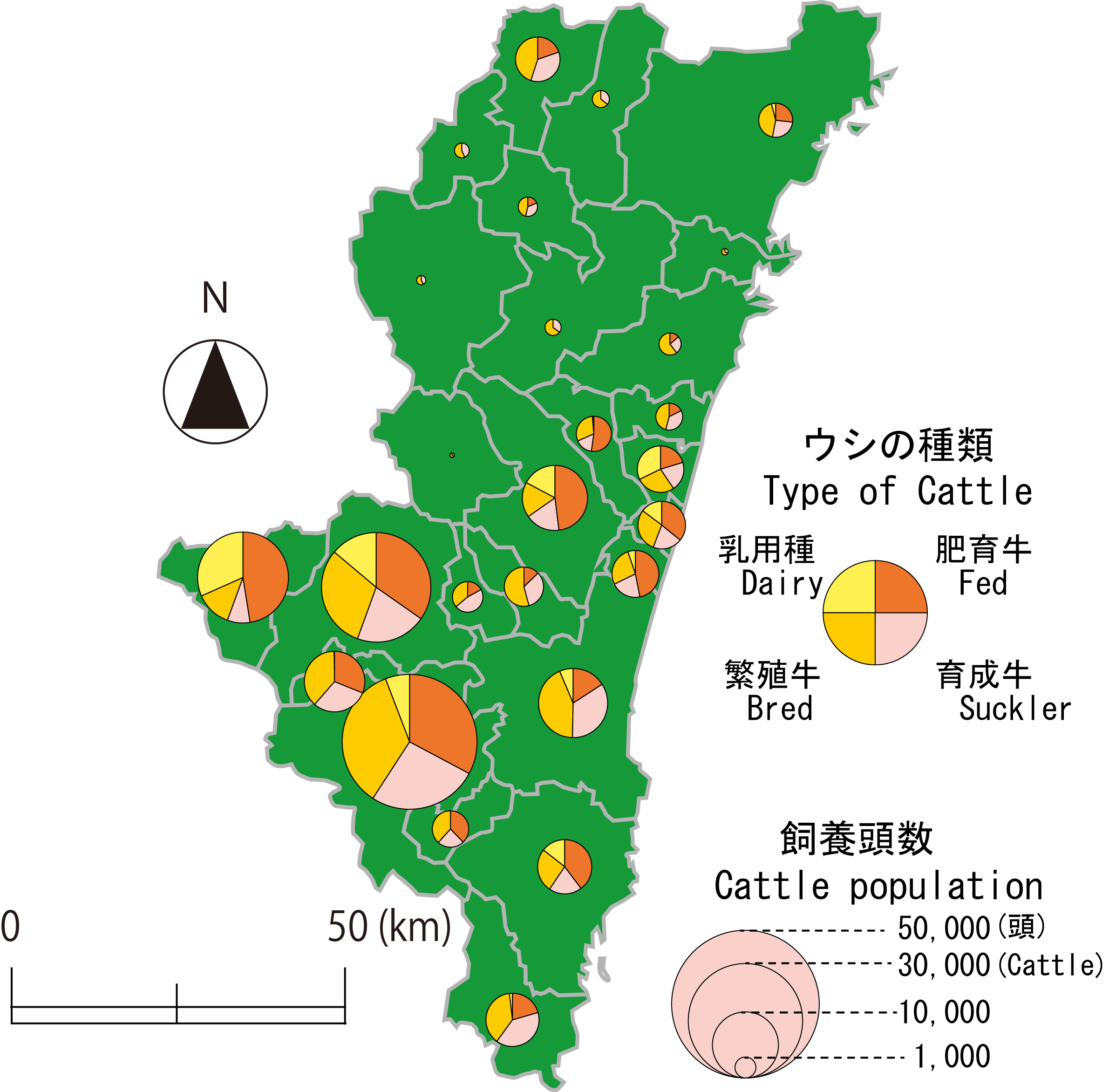
宮崎県の肉用牛生産地域（2016年）

宮崎県ではかねてから肉用牛の子牛（「素牛」と言う）の生産が盛んであり、2007年（平成19年）には子牛の出荷頭数7万3797頭のうち46.6%を宮崎県外に出荷している。雌の子牛の出荷先は1位が三重県、2位が東京都、3位が佐賀県であり、これらの地で銘柄牛肉の素牛となっている。
1971年（昭和46年）からは素牛を宮崎県内でそのまま肥育して食肉処理までするシステム構築が開始され、1986年（昭和61年）からは一定の基準を満たした牛肉を「宮崎牛」としてブランド化するようになった。
2007年から「全国和牛能力共進会」において、内閣総理大臣賞を3連覇（史上初）しており、国内でもブランド牛としての認知度が高まっている傾向がある。
その一方で、2010年日本における口蹄疫の流行では、ほぼ全県に渡って被害を受け、特に児湯郡では牛・豚に対する口蹄疫ワクチン接種による全頭殺処分を行った。前年の2009年には高病原性鳥インフルエンザが流行したこともあり、宮崎牛ブランドだけでなく、宮崎県の畜産業全体が壊滅的な状況に見舞われた。しかし、口蹄疫の清浄化以降、初の全国和牛能力共進会で内閣総理大臣賞を連破するなど、順調な回復を見せていった。
その後、2013年には国際線ファーストクラスの機内食に宮崎牛が提供された。
2018年・2019年にはアメリカで行われたアカデミー賞の授賞式パーティーにおいて宮崎牛が2年連続で提供され、史上初となる「個別の銘柄牛」としてメニューに採用される栄誉を受けた。2020年も採用され、3年連続で提供される。

## 定義
以下の全ての条件を満たした牛肉が宮崎牛と呼称される。
- （品種）黒毛和種
- （地理的表示）宮崎県内で生産肥育
- （格付け）日本食肉格付協会の格付基準の肉質等級4等級以上。

|          |   | 歩留等級 | 歩留等級 | 歩留等級 |
| A        | B | C        |          |          |
| -------- | - | -------- | -------- | -------- |
| 肉質等級 | 5 | 宮崎牛   | 宮崎牛   | 宮崎牛   |
| 肉質等級 | 4 | 宮崎牛   | 宮崎牛   | 宮崎牛   |
| 肉質等級 | 3 |          |          |          |
| 肉質等級 | 2 |          |          |          |
| 肉質等級 | 1 |          |          |          |

## 沿革
- 1971年（昭和46年）、肉用牛の子牛（素牛）を生産して他県に移出していた状況から、その素牛を肥育して食肉処理まで地域内で行う一貫生産体制の構築を始めた[7]。
- 1986年（昭和61年）10月、「より良き宮崎牛づくり対策協議会」が創設され、正式に「宮崎牛」が定義された[8]。このとき宮崎牛は「食肉販売店等が宮崎牛として表示販売を行うことのできる牛肉は、最長飼育地が宮崎県の黒毛和種で、（社）日本食肉格付協会による格付において、肉質等級が4等級以上のもので、血統が明らかなものとする」と定義された[9]。
- 1986年（昭和61年）11月の大相撲九州場所（福岡市）より、全ての場所で県知事賞として優勝力士に対し宮崎牛の贈呈をしている。
- 1990年（平成2年）度、JA宮崎経済連の子会社「ミヤチク」の高崎工場が対米食肉輸出工場の認定を受け、アメリカ合衆国に輸出を開始[8]。
- 1991年（平成3年）4月1日、牛肉輸入自由化。
- 1994年（平成6年）度、香港に輸出開始[8]。
- 1999年（平成11年）度、シンガポールに輸出開始[8]。
- 2000年（平成12年）3月、宮崎県内で口蹄疫が確認された。詳細は「2000年日本における口蹄疫」参照。
- 2007年（平成19年）に宮崎牛（ミヤザキギュー、ミヤザキウシ）として地域団体商標に登録された。
- 2007年（平成19年）10月11日から4日間の日程で鳥取県で行われた、“和牛のオリンピック”[10]とも呼ばれる「第9回全国和牛能力共進会」において内閣総理大臣賞種牛・肉牛2部門を独占し、農林水産大臣賞9区分中7区分を制覇した。
- 2009年（平成21年）、宮崎県高原町の県畜産試験場で、県産黒毛和牛の品質改良用の冷凍精液が入った容器143本が盗まれる。
- 2009年（平成21年）、宮崎市において宮崎牛70kgを使った世界最大のハンバーガーが作られギネス記録を更新した[11]。
- 2010年（平成22年）4月、宮崎県内で口蹄疫が確認された。詳細は「2010年日本における口蹄疫の流行」参照。
- 2011年（平成23年）2月、国際獣疫事務局に「清浄国」として認定された[12]。
- 2012年（平成24年）8月24日、宮崎牛のアメリカへの輸出が再開された[12][13]。
- 2012年（平成24年）10月29日に長崎県佐世保市のハウステンボスで行われた「第10回全国和牛能力共進会」において内閣総理大臣賞を種牛部門で受賞した[14]。種牛、肉牛部門でダブル受賞した前回2007年の鳥取県大会に続く受賞で通算3個目となる[14]。2区、3区（若雌）、4区（系統雌牛群、4頭一組）、7区、9区（去勢肥育牛）の5区分でも優等主席に選ばれ、各区分の上位6席までに与えられる点数合計で競う「団体賞」でも1位となった[15]。
- 2013年（平成25年）、1月9日～3月31日までの期間でJAL欧米線ファーストクラスで宮崎牛が提供された[16]。
- 2017年（平成29年）9月11日に宮城県仙台市ので行われた「第11回全国和牛能力共進会」において内閣総理大臣賞を肉質部門で受賞した[2][17]。内閣総理大臣賞受賞の受賞は3大会連続で、大会史上初となった[2]。
- 2018年（平成30年）3月4日、アメリカ合衆国で行われた第90回アカデミー賞授賞式後のパーティーで宮崎牛がメニューに採用された[3]。個別の銘柄牛としては初となる[3]。
- 2019年（平成31年）2月25日、アメリカ合衆国で行われた第91回アカデミー賞授賞式後のパーティーで宮崎牛が2年連続でメニューに採用された[4]。
- 2019年（令和元年）8月30日、ヨーロッパに輸出を開始[18]。
- 2020年（令和2年）2月25日、アメリカ合衆国で行われた第92回アカデミー賞授賞式後のパーティーで宮崎牛が3年連続でメニューに採用され、提供される[5]。
- 2022年（令和4年）10月11日、「第12回全国和牛能力共進会」において内閣総理大臣賞を7区肉牛の部で受賞した[19]。内閣総理大臣賞を4大会連続受賞をするのは史上初となる[19]。

## その他の宮崎県産銘柄牛
- 『高千穂牛』
宮崎県西臼杵郡内（高千穂町・日之影町・五ヶ瀬町）で生産された肉質等級4以上の牛肉[20]。
- 『宮崎和牛』
宮崎牛の#定義のうち、肉質等級が4に満たなかった牛肉は『宮崎和牛』として出荷される[8]。
- 『都城和牛』

|          |   | 歩留等級 | 歩留等級 | 歩留等級 |
| A        | B | C        |          |          |
| -------- | - | -------- | -------- | -------- |
| 肉質等級 | 5 | 高千穂牛 | 高千穂牛 | 高千穂牛 |
| 肉質等級 | 4 | 高千穂牛 | 高千穂牛 | 高千穂牛 |
| 肉質等級 | 3 |          |          |          |
| 肉質等級 | 2 |          |          |          |
| 肉質等級 | 1 |          |          |          |

|          |   | 歩留等級 | 歩留等級 | 歩留等級 |
| A        | B | C        |          |          |
| -------- | - | -------- | -------- | -------- |
| 肉質等級 | 5 | 宮崎牛   | 宮崎牛   | 宮崎牛   |
| 肉質等級 | 4 | 宮崎牛   | 宮崎牛   | 宮崎牛   |
| 肉質等級 | 3 | 宮崎和牛 | 宮崎和牛 | 宮崎和牛 |
| 肉質等級 | 2 | 宮崎和牛 | 宮崎和牛 | 宮崎和牛 |
| 肉質等級 | 1 | 宮崎和牛 | 宮崎和牛 | 宮崎和牛 |

## 革
宮崎に本社を置く野球用品メーカーが、宮崎牛の革を使った野球用グラブを製造している。繊維が細かいためグラブにすると型崩れしにくく、適度な柔らかさもあるという。
プロ選手ではドリュー・ポメランツや林子偉などが使用している。